# Naughty Dog
Naughty Dog, LLC (ранее JAM Software, Inc.) — американская частная компания, специализирующаяся на разработке компьютерных игр. Основана в 1984 году. Штаб-квартира расположена в США, в городе Санта-Моника. Дочерняя компания PlayStation Studios.

## История
Студия была основана в 1984 году Энди Гавином (англ. Andy Gavin) и Джейсоном Рубином (англ. Jason Rubin), тогда она называлась Jam Software. По словам самих основателей компании в то время они работали над играми в своём гараже. Компания была переименована в Naughty Dog в 1989 году. Известность разработчикам принесла первая часть игры Crash Bandicoot, разработка которой началась в 1994 году. Студией было разработано 4 игры серии: Crash Bandicoot, Crash Bandicoot 2: Cortex Strikes Back, Crash Bandicoot 3: Warped и Crash Team Racing. Все эти игры вышли эксклюзивно для консоли PlayStation.
В 2001 году студия Naughty Dog была приобретена Sony Computer Entertainment для разработки эксклюзивных игр для консолей компании.
После приобретения компании корпорацией Sony Computer Entertainment Naughty Dog начали работу над игрой Jak and Daxter: The Precursor Legacy, которая была впервые продемонстрирована на выставке E3 в мае 2001 года и вышла в свет в том же году для консоли PlayStation 2. Следующими играми серии Jak and Daxter, разработанными студией, были: Jak II, Jak 3 и Jak X: Combat Racing. Все четыре игры серии входят в золотой фонд игр для приставки PlayStation 2.
Следующие игры студии разрабатывались уже для консоли PlayStation 3. Этими играми стали: Uncharted: Drake's Fortune, вышедшая в свет в конце 2007 года, а затем вторая и третья серии игр о приключениях Нейтана Дрейка (англ. Nathan Drake) — Uncharted 2: Among Thieves и Uncharted 3: Drake’s Deception вышедшие осенью 2009 года и 2011 года соответственно.
В какой-то момент студия рассматривала вариант возрождения серии Jak & Daxter, но в итоге выделенная на эту задачу команда решила, что серия не готова к возрождению и решила работать над другим проектом. Этим проектом стала игра The Last of Us, вышедшая в 2013 году. Игра удостоилась 10 наград на конференции D.I.C.E. 2013 (Design, Innovate, Communicate, Entertain) и 10 номинаций BAFTA (из которых выиграла 5, включая номинации «Лучшая игра» и «Лучший сценарий»).
В начале февраля 2014 года студия заявляет, что Naughty Dog размышляет над своим новым проектом: рассматриваются как варианты создания продолжения в одной из уже существующих серий (в ноябре 2013 года показан тизер игры Uncharted 4: A Thief’s End), так и совершенно новые игры. В середине же января 2015 года представители студии сообщили, что до полной готовности игры Uncharted 4: A Thief’s End любые другие разработки в Naughty Dog остановлены.
В конце марта 2014 года Naughty Dog покидают Эми Хенниг (англ. Amy Hennig) (ушла в Visceral Games для работы над игрой во вселенной Звёздных войн), бывшая в студии креативным директором игр серии Uncharted и заодно главным сценаристом этих игр, и Джастин Ричмонд (англ. Justin Richmond) (ушел в Riot Games), являвшийся техническим директором игр серии Uncharted. Наиболее вероятная причина ухода — расхождение во мнении о том, в каком направлении должна развиваться серия. Во второй половине апреля 2014 года студию покидает креативный директор Uncharted 4 Нейт Уэллс (англ. Nate Wells), он уходит в студию Giant Sparrow, которая работает над игрой The Unfinished Swan. Руководство проектом Uncharted 4 по просьбе руководителя студии Naughty Dog берут на себя Нил Дракманн (англ. Neil Druckmann) и Брюс Стрэли (англ. Bruce Straley), ранее отвечавшие за разработку игры The Last of Us.
На выставке E3 2014 показан дебютный трейлер игры Uncharted 4: A Thief’s End. По утверждению актёра Нолана Норта, озвучивающего Нейтана Дрейка, эта игра будет последней в серии Uncharted.
13 сентября 2017 года о своём уходе из студии объявил Брюс Стрэли.
4 декабря 2020 года Эван Уэллс объявил о назначении Нила Дракманна на пост сопрезидента студии. Элисон Мори, бывший директор по операциям, и Кристиан Гирлинг, бывший содиректор по программированию, были назначены вице-президентами вместо него. 4 октября 2021 года директор по коммуникациям Арне Мейер объявил, что его повысили до совице-президента. В июле 2022 года Джош Шерр объявил о своем уходе из Naughty Dog после 21 года работы в компании. 11 июля 2023 года сопрезидент Эван Уэллс объявил об уходе на пенсию в конце 2023 года, после 25 лет работы в Naughty Dog.

## Список разработанных игр
| Название   | Год выпуска | Платформа  |
| ---------- | ----------- | ---------- |
| Math Jam   | 1985        | Apple II   |
| Ski Crazed | 1986        | Apple II   |
| Dream Zone | 1987        | Apple IIGS |

| Название                               | Год выпуска | Платформа                                  | Примечания |
| -------------------------------------- | ----------- | ------------------------------------------ | --- |
| Keef the Thief                         | 1989        | Apple IIGS                                 | |
| Rings of Power                         | 1991        | Sega Mega Drive                            | |
| Way of the Warrior                     | 1994        | 3DO                                        | |
| Crash Bandicoot                        | 1996        | PlayStation                                | |
| Crash Bandicoot 2: Cortex Strikes Back | 1997        | PlayStation                                | |
| Crash Bandicoot: Warped                | 1998        | PlayStation                                | |
| Crash Team Racing                      | 1999        | PlayStation                                | |
| Jak and Daxter: The Precursor Legacy   | 2001        | PlayStation 2                              | Первая игра, вышедшая после приобретения студии компанией Sony.                                                        |
| Jak II                                 | 2003        | PlayStation 2                              | |
| Jak 3                                  | 2004        | PlayStation 2                              | |
| Jak X: Combat Racing                   | 2005        | PlayStation 2                              | |
| Uncharted: Drake’s Fortune             | 2007        | PlayStation 3                              | Победитель в номинации «Лучшая игра в стиле экшн» 2007 года и «Лучшая игра для PlayStation 3» 2007 года по версии IGN. |
| Uncharted 2: Among Thieves             | 2009        | PlayStation 3                              | Выиграла большое количество наград в номинации «Лучшая игра» 2009 года по версиям различных изданий.                   |
| Uncharted 3: Drake’s Deception         | 2011        | PlayStation 3                              | Победитель в номинациях «Лучшая графика» и «Лучшая игра для PS3» на церемонии VGA 2011.                                |
| The Last of Us                         | 2013        | PlayStation 3                              | Выиграла большое количество номинаций «Лучшая игра» 2013 года по версиям различных изданий.                            |
| The Last of Us: Left Behind            | 2014        | PlayStation 3                              | Сюжетное дополнение к The Last of Us.                                                                                  |
| The Last of Us Remastered              | 2014        | PlayStation 4                              | Переиздание игры The Last of Us для PlayStation 4, включая сюжетное дополнение Left Behind.                            |
| Uncharted 4: A Thief’s End             | 2016        | PlayStation 4, PlayStation 5, PC (Windows) | Победитель в номинации «Игра года для PlayStation» на церемонии Golden Joystick Awards 2016.                           |
| Uncharted: The Lost Legacy             | 2017        | PlayStation 4, PlayStation 5, PC (Windows) | Спин-офф Uncharted 4: A Thief’s End.                                                                                   |
| The Last of Us Part II                 | 2020        | PlayStation 4                              | Победитель в номинации «Игра года» на церемонии The Game Awards 2020.                                                  |
| The Last of Us Part I                  | 2022        | PlayStation 5, ПК (Windows)                | Ремейк The Last of Us                                                                                                  |
| The Last of Us Part II Remastered      | 2024        | PlayStation 5, ПК (Windows)                | Переиздание игры The Last of Us Part II                                                                                |
| Intergalactic: The Heretic Prophet     | TBA         |                                            | |

## Награды
Naughty Dog получала награду «Студия-разработчик года» на VGX в 2013 году, на Golden Joystick Awards в 2013 году и на Golden Joystick Awards в 2020 году.